# Belvedere
Belvedere (tradiční výslovnost bez e na konci) je muzeum evropského umění, s hlavním sídlem v zámku Belveder a v jeho přilehlých objektech mezi ulicemi  Himmelpfortgasse, Prinz-Eugen-Straße 27 a Rennweg 6, ve 3. městském okrese Landstraße. Je součástí rakouských Spolkových muzeí (Bundesmuseen) a jeho sbírky tvoří výtvarná díla od středověku do 21. století. Těžištěm je rakouské malířství od pozdní gotiky přes baroko až po secesi, zejména je zde světově proslulá sbírka obrazů Gustava Klimta. 

## Budovy
Muzejní budovy mají tři sídla s expozicemi:
- Horní Belvedere (největší, severní objekt) s pokladnou v bývalém domku správce; parkem spojený s dolním Belvederem.
- Dolní Belvedere s přilehlou oranžerií a konírnou; sbírka gotické malby (oltářní desky) a zčásti i plastiky
- Belvedere 21 - moderní výstavní síň sezónních výstav současného umění, ve Schweizer Garten (při Arsenalstrasse), asi 2 km jižně od areálu.

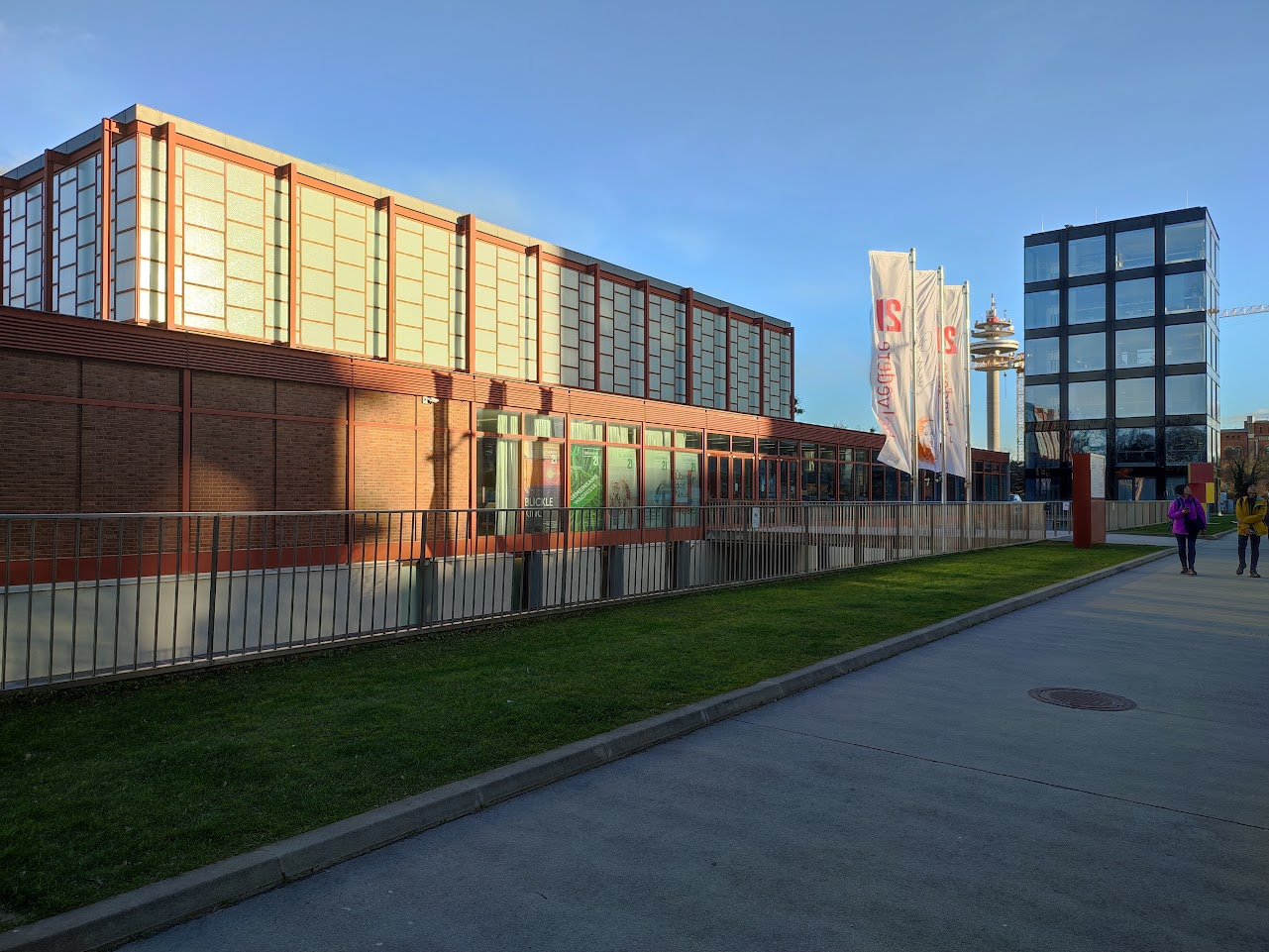
Pavilón Belvedere 21

## Historie
Palác Evžena Savojského byl již od svého počátku místem uměleckých sbírek, jeho stavebník byl proslulým mecenášem a sběratelem umění. V letech 1781–1891 zde byla umístěna část rakouských císařských sbírek umění. Z iniciativy veřejnosti, požadující muzeum moderního umění, zde byla takto zaměřená galerie otevřena roku 1903, původně jako Moderní galerie (Moderne Galerie), poté C. a k. rakouská státní galerie (K. k. Österreichische Staatsgalerie), po pádu monarchie jen Rakouská státní galerie, později Rakouská galerie Belvedere (Österreichische Galerie Belvedere). Zkrácené jméno Belvedere muzeum získalo roku 2007.
V roce 1871 se stal ředitelem obrazárny v Belvederu rakouský malíř Eduard von Engerth.

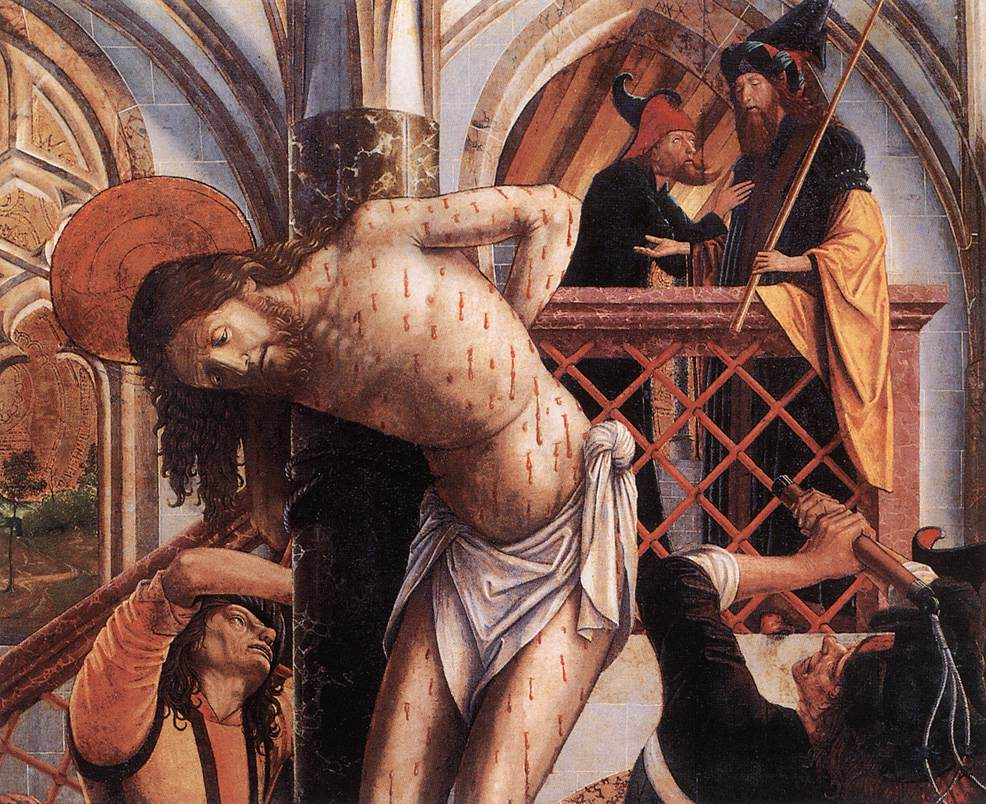
Michael Pacher: Bičování, 1497/1498
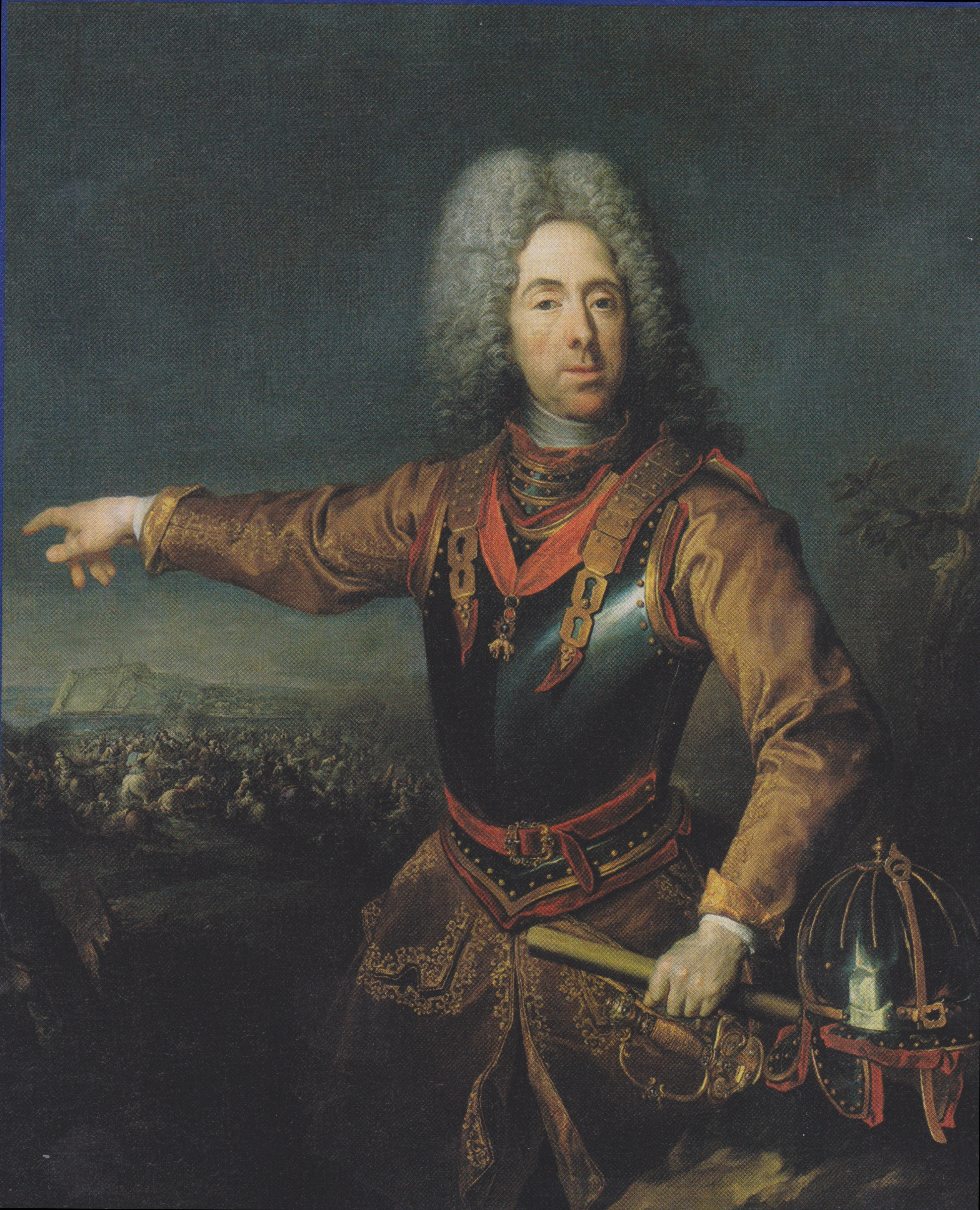
Jacob van Schuppen: Evžen Savojský, 1718
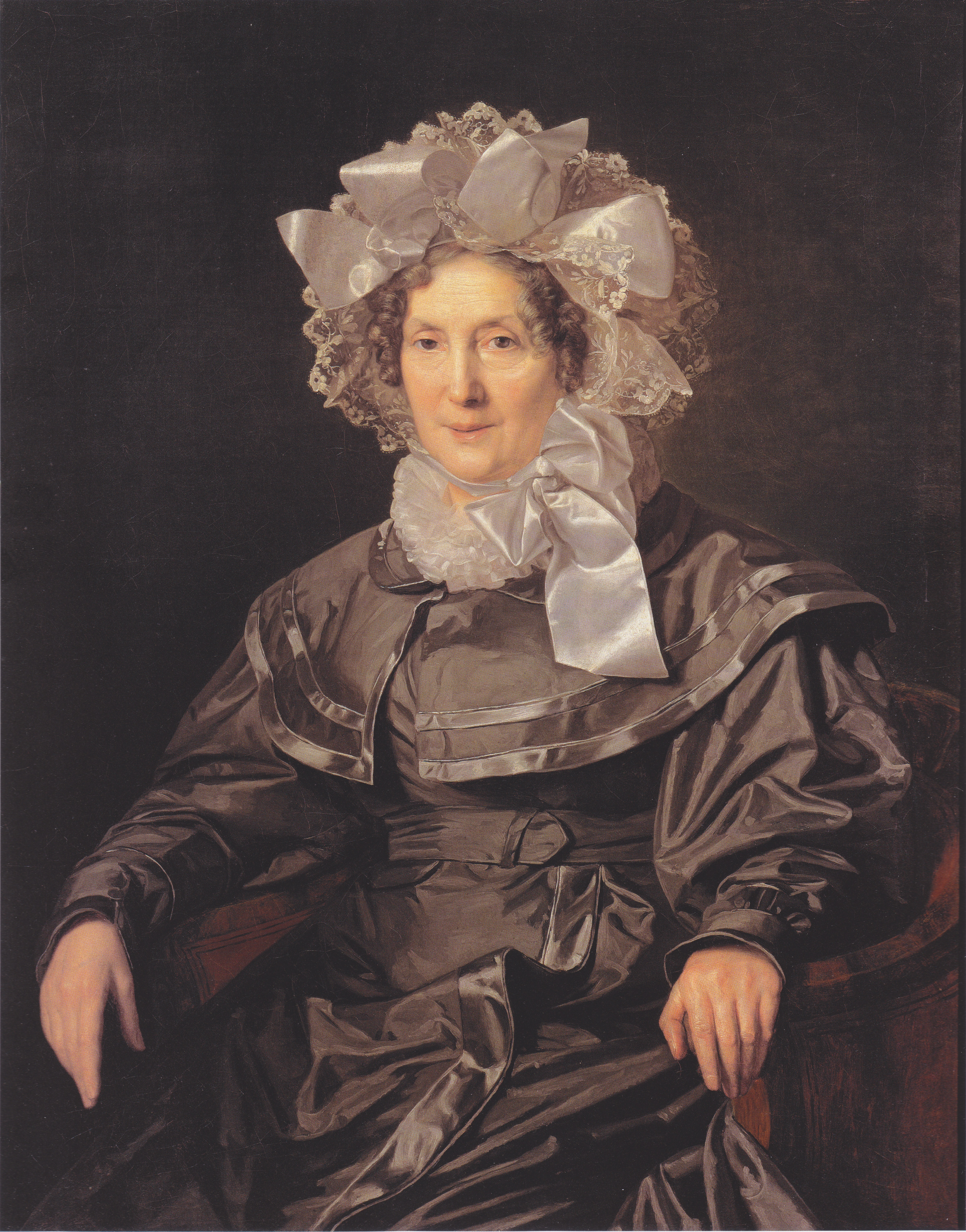
Ferdinand Georg Waldmüller, Elisabeth Waldmüllerová, umělcova matka, 1930
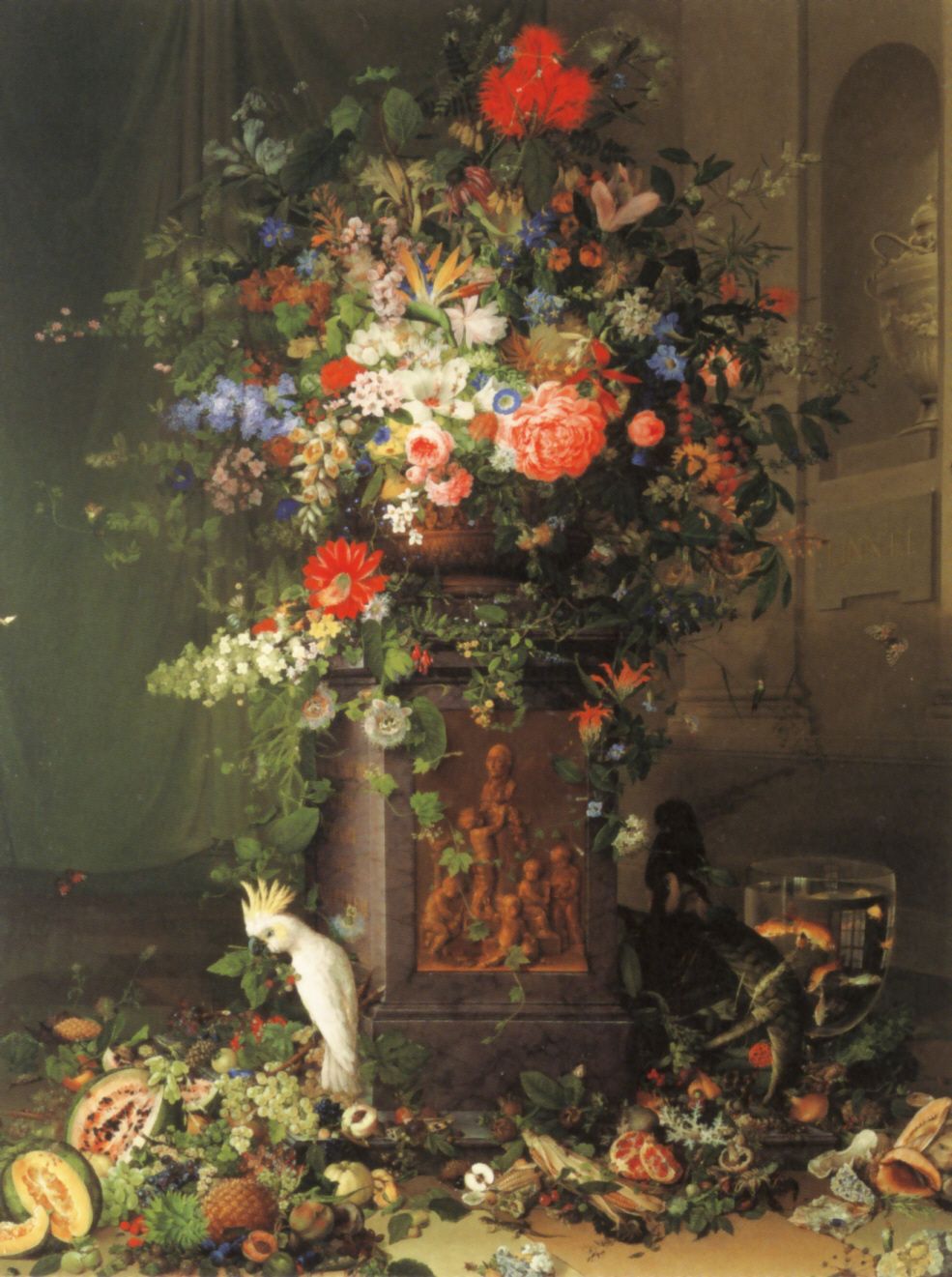
Johann Knapp: Pocta Jacquinovi, 1821–1822
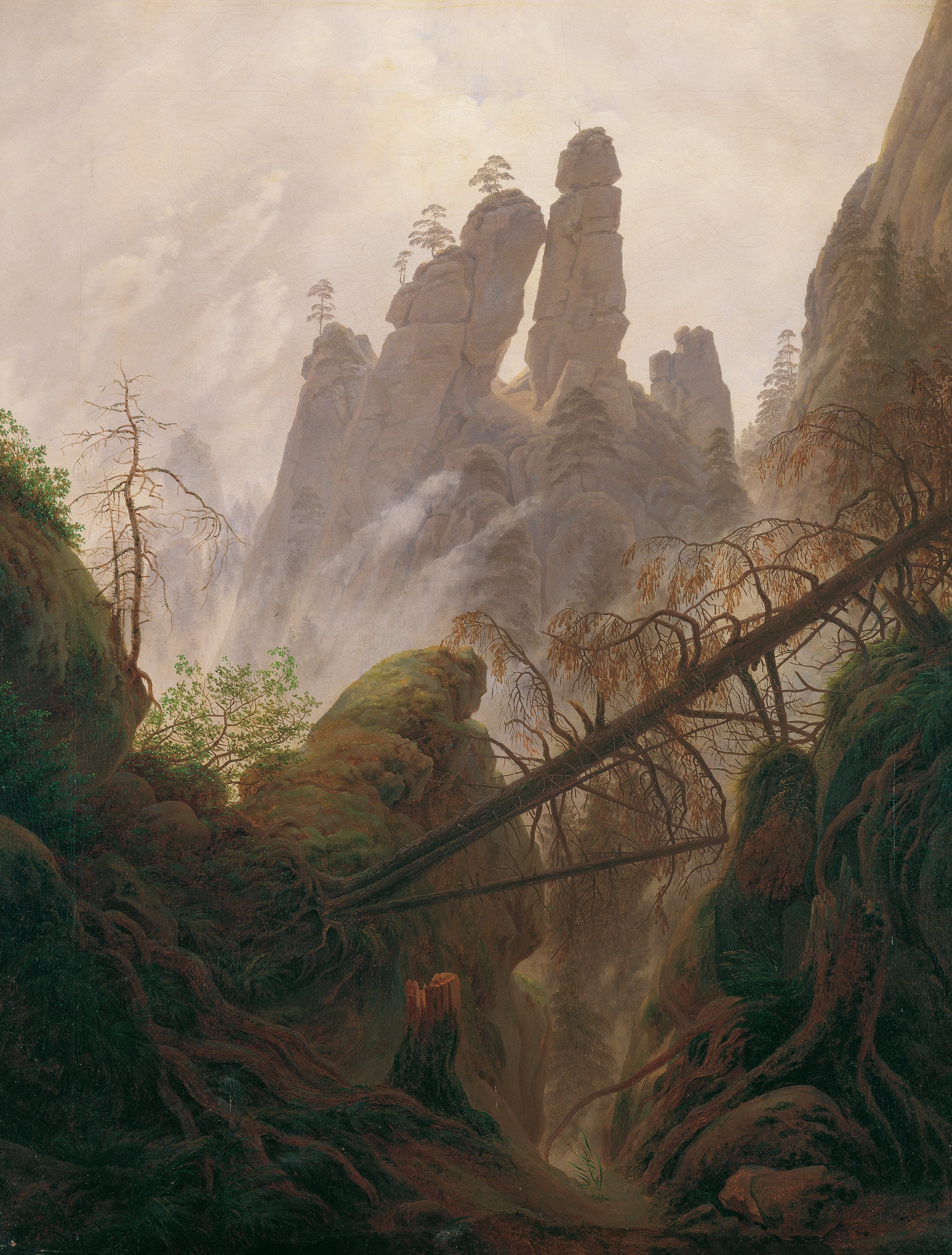
Caspar David Friedrich: Skály v Děčínské vrchovině, 1822/1823
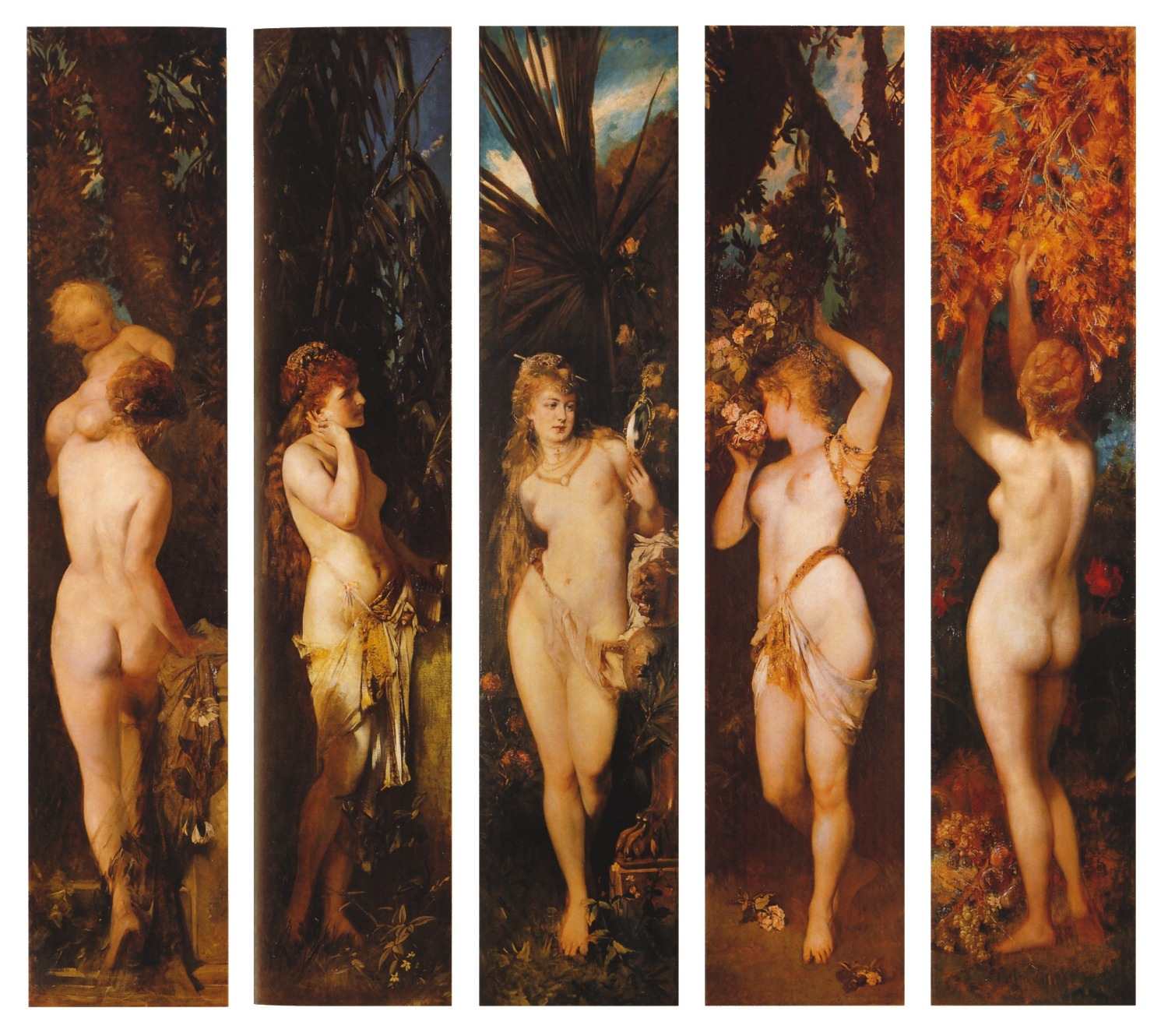
Hans Makart: Pět smyslů, 1872/1879
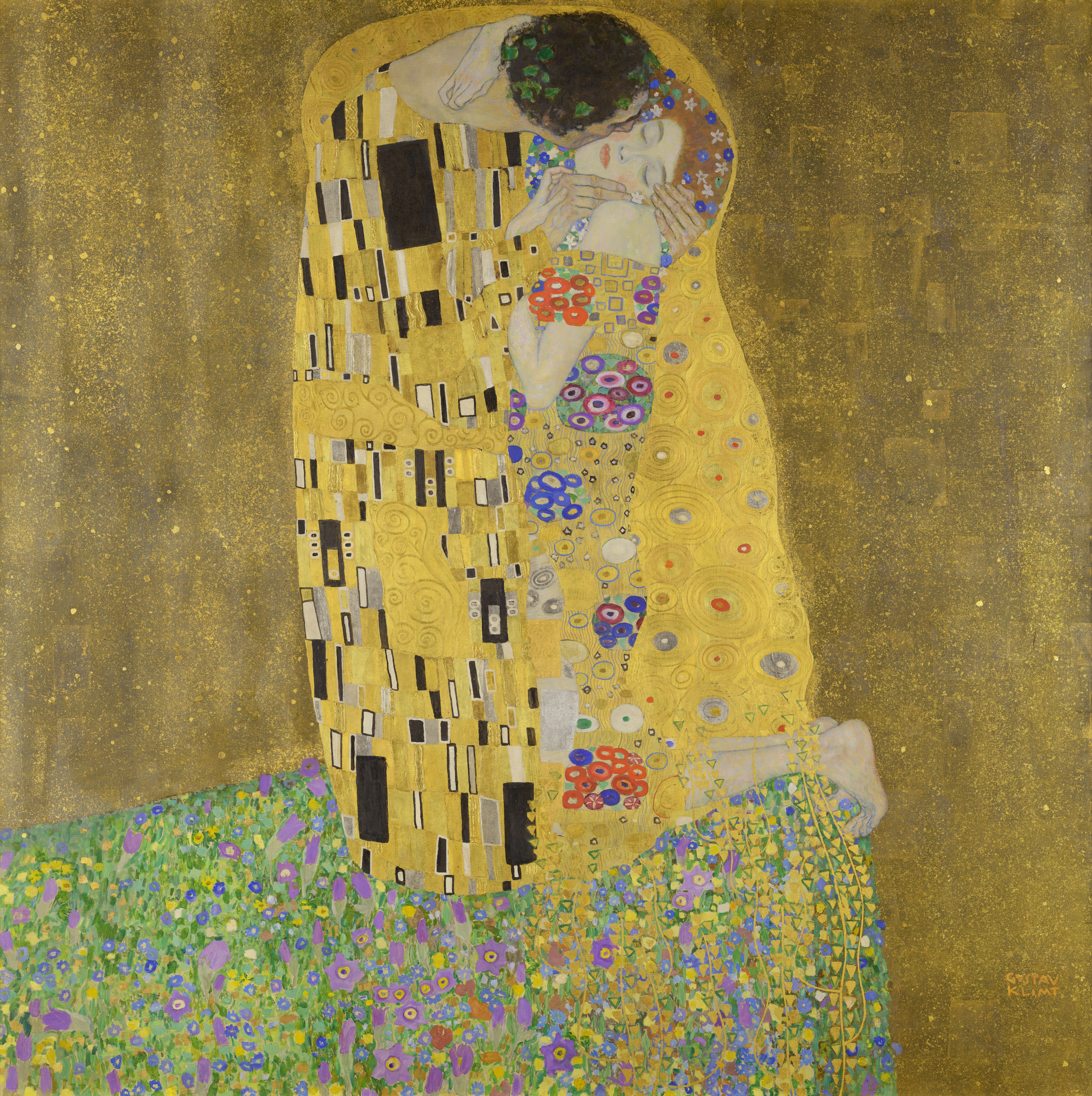
Gustav Klimt: Polibek, 1908–1909
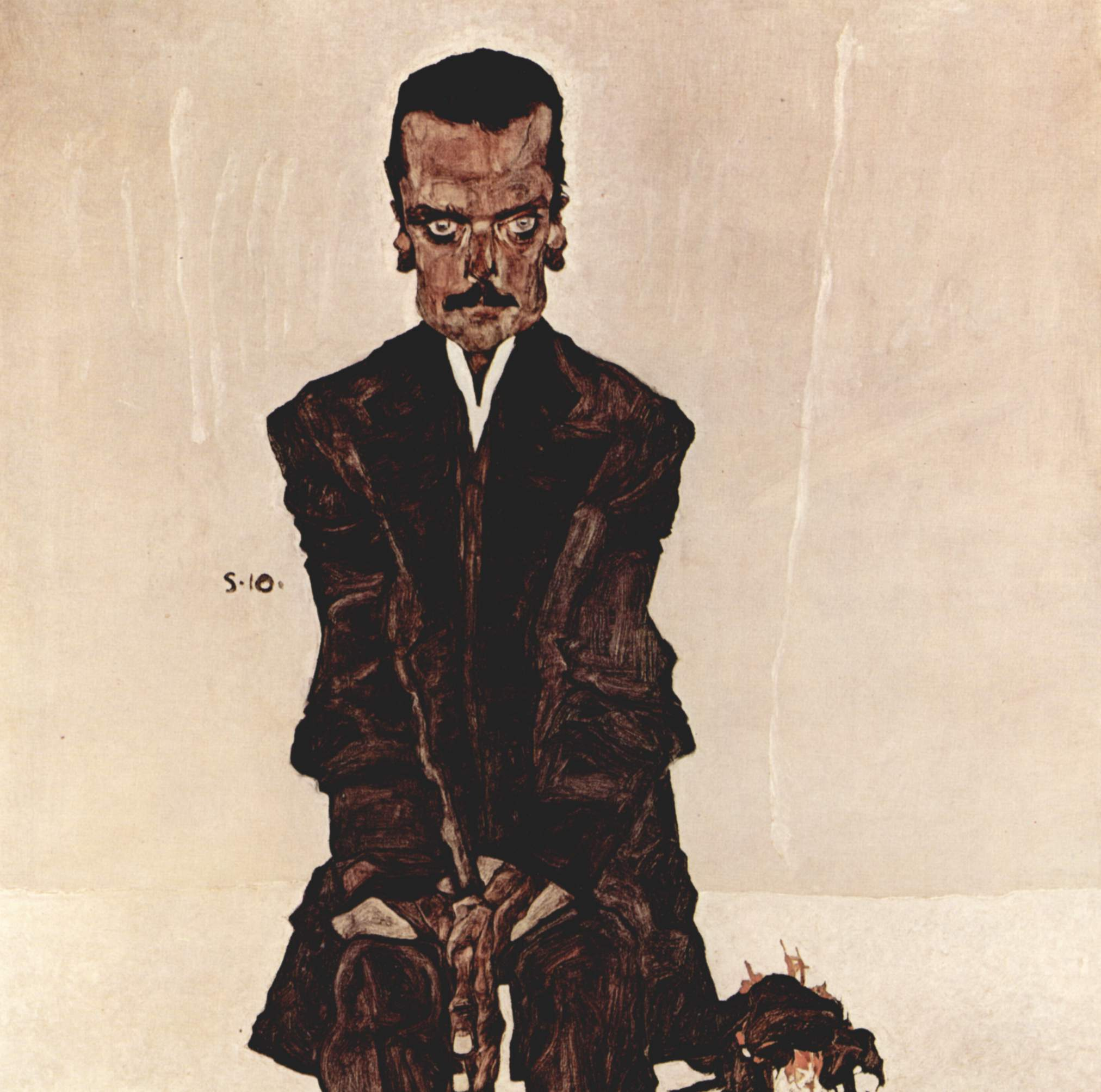
Egon Schiele: Portrét Eduarda Kosmacka, 1910